# 크라쿠프 주교궁 (바르샤바)

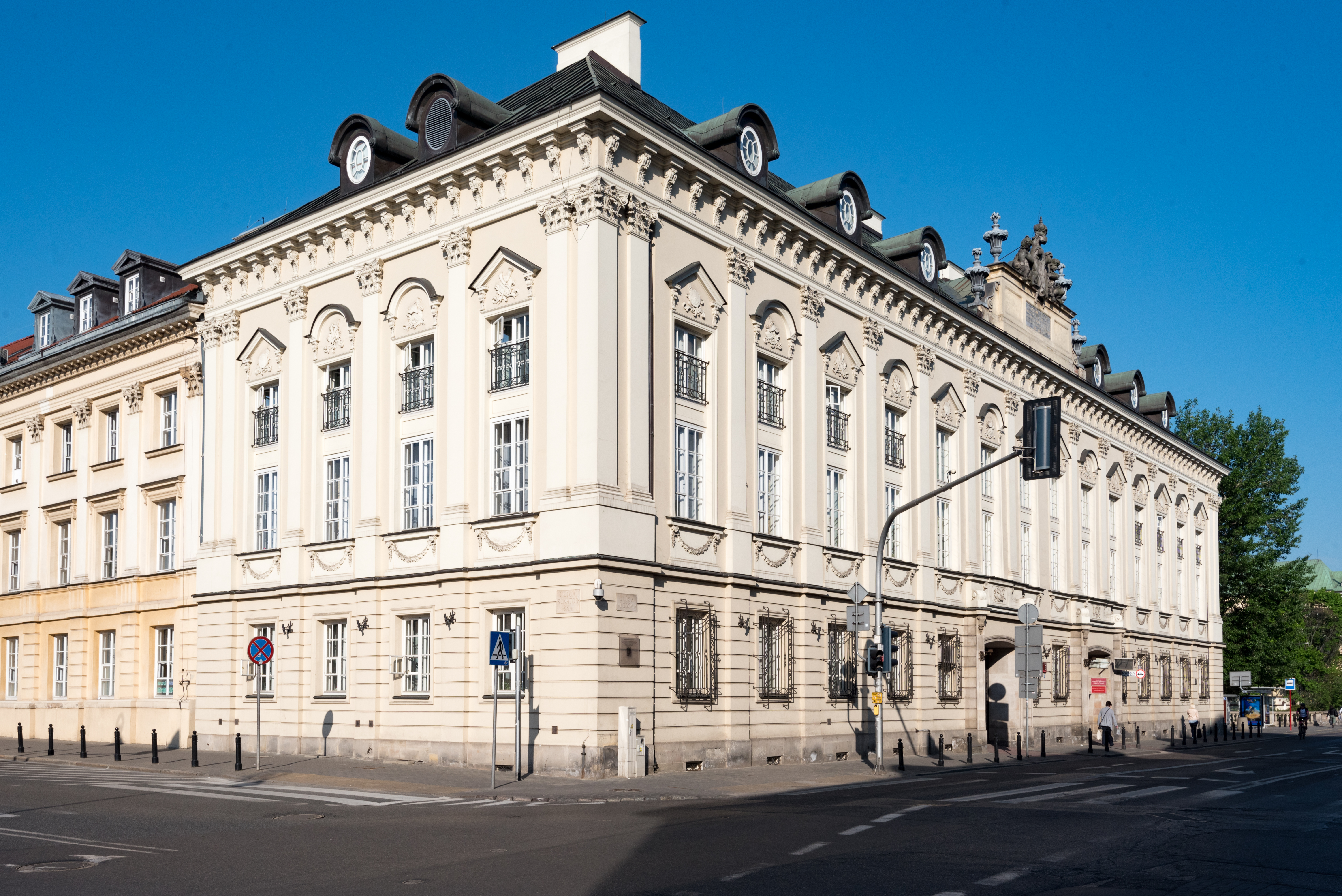
크라쿠프 주교궁

크라쿠프 주교궁(폴란드어: Pałac Biskupów Krakowskich w Warszawie)은 폴란드 마조프셰주 바르샤바에 있는 궁전이다.

## 역사
1622년 야쿠프 자지크 주교를 위해 지어졌고 스웨덴 전쟁에서 파괴된 후 1668년 안제이 트셰비츠키 주교가 재건했다. 18세기 중반에는 수리가 제대로 되지 않았고 1760년과 1762년 사이에 카예탄 소우티크 주교가 후기 바로크 양식으로 광범위하게 재건하여 2층 건물이 되었다. 18세기 말부터 사무실로 사용되었고 1795년 폴란드가 세 번째로 분할된 후에는 남프로이센 내각 수상이 거주했다. 1828년 이후에 재건되었고 1910년에 부분적으로 해체되었다.
1939년 바르샤바 포위전 당시 불타버렸고, 1944년 바르샤바 봉기 당시 파괴되었다. 1948년부터 1950년 사이에 루드비크 보라프스키와 바츠와프 포들레프스키의 설계에 따라 재건되어 폴란드 국립항공공사(PZL)의 본부로 사용되었다.